# Olwen Corona
Olwen Corona est une corona, formation géologique en forme de couronne, située sur la planète Vénus par 37,5° N et 67,5° E. Elle est localisée dans le quadrangle de Tellus Tessera. Elle a été nommée en référence à Olwen, déesse brittonique de la croissance au printemps. 

## Géographie et géologie
Olwen Corona couvre une surface circulaire d'environ 175 km de diamètre. 